# Temporada da NBA de 1961–62

A temporada da NBA de 1961-62 foi a 16ª temporada da National Basketball Association (NBA). Ela encerrou com o Boston Celtics conquistando o campeonato da NBA após derrotar o Los Angeles Lakers por 4-3 nas finais da NBA.

## Resultado final

### Divisão Leste
| Time                  | V  | D  | %    | JA |
| --------------------- | -- | -- | ---- | -- |
| Boston Celtics C      | 60 | 20 | .750 | -  |
| Philadelphia Warriors | 49 | 31 | .613 | 11 |
| Syracuse Nationals    | 41 | 39 | .513 | 19 |
| New York Knicks       | 29 | 51 | .363 | 31 |

### Divisão Oeste
| Time               | V  | D  | %    | JA |
| ------------------ | -- | -- | ---- | -- |
| Los Angeles Lakers | 54 | 26 | .675 | -  |
| Cincinnati Royals  | 43 | 37 | .538 | 11 |
| Detroit Pistons    | 37 | 43 | .463 | 17 |
| St. Louis Hawks    | 29 | 51 | .363 | 25 |
| Chicago Packers    | 18 | 62 | .225 | 36 |

C - Campeão da NBA

## Líderes das estatísticas
| Categoria        | Jogador          | Time                  | Est.  |
| ---------------- | ---------------- | --------------------- | ----- |
| Pontos           | Wilt Chamberlain | Philadelphia Warriors | 4,029 |
| Rebotes          | Wilt Chamberlain | Philadelphia Warriors | 2,052 |
| Assistências     | Oscar Robertson  | Cincinnati Royals     | 899   |
| Arrmessos (%)    | Walt Bellamy     | Chicago Packers       | 51.9  |
| Tiros livres (%) | Dolph Schayes    | Syracuse Nationals    | 89.9  |

## Prêmios
- Jogador Mais Valioso: Bill Russell, Boston Celtics
- Revelação do Ano: Walt Bellamy, Chicago Packers

- All-NBA Primeiro Time:
  - Bob Pettit, St. Louis Hawks
  - Elgin Baylor, Los Angeles Lakers
  - Oscar Robertson, Cincinnati Royals
  - Jerry West, Los Angeles Lakers
  - Wilt Chamberlain, Philadelphia Warriors

- All-NBA Segundo Time:
  - Richie Guerin, New York Knickerbockers
  - Tom Heinsohn, Boston Celtics
  - Bob Cousy, Boston Celtics
  - Jack Twyman, Cincinnati Royals
  - Bill Russell, Boston Celtics